# Friedrich Wilhelm Meves

Friedrich Wilhelm Meves

Friedrich Wilhelm Meves (* 14. April 1814 in Delligsen; † 9. April 1891 in Stockholm) war ein Ornithologe.

## Leben
Friedrich Wilhelm Meves machte zunächst eine Ausbildung zum Apotheker und studierte anschließend an der Universität Kiel. Am Naturhistoriska riksmuseet in Stockholm erhielt er 1842 eine Stelle als Konservator.
Er war verheiratet mit Ida Lappe (1812–1890), die „König Fjalar“ von Johan Ludvig Runeberg ins Deutsche übersetzte.

## Dedikationsnamen

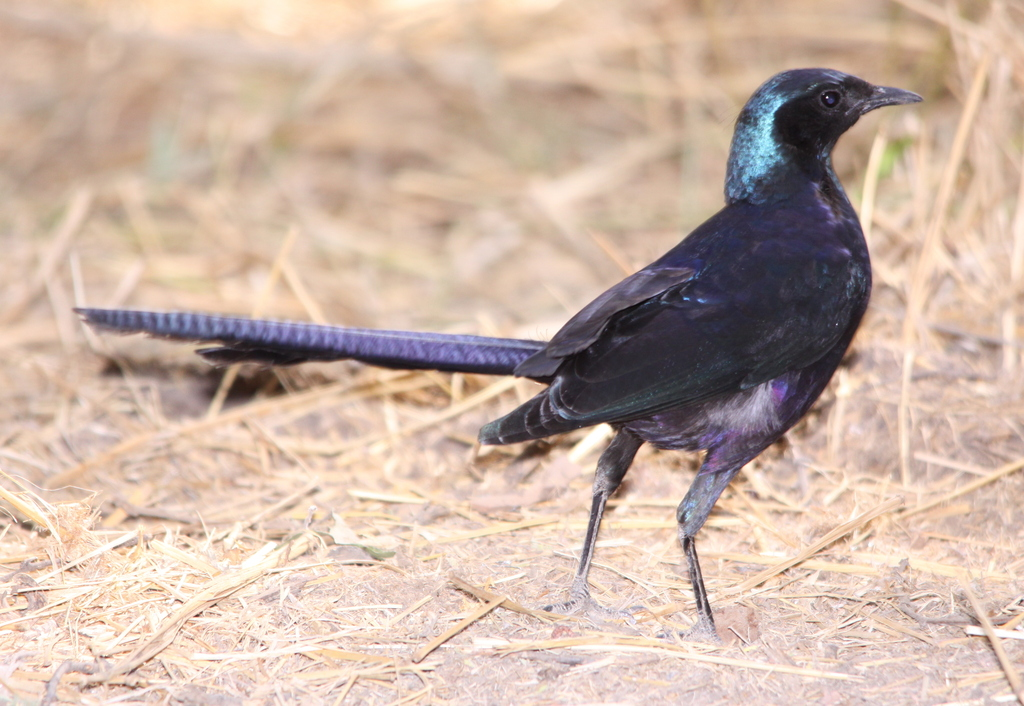
Mevesglanzstar (Lamprotornis mevesii)

Im Jahr 1856 widmete ihm Johan August Wahlberg (1810–1856) das Artepitheton des Mevesglanzstars, den er unter dem Basionym Juida Mevesii beschrieb. Heute wird er unter dem wissenschaftlichen Namen Lamprotornis mevesii geführt.

## Werke (Auswahl)
- Bidrag till Jemtlands Ornitologi. In: Öfversigt af Kongl. Vetenskaps-akademiens forhandlingar. Band 17, 1860, S. 187–224 (online [abgerufen am 7. März 2013]).
- Bericht über eine Reise zur Onega-Bucht. In: Bericht über die XVIII. Versammlung der deutschen Ornithologen-Gesellschaft zu Hannover und Hildesheim 8. – 10. Juni 1870. 1860, S. 56–58.
- übersetzt von Constantin Wilhelm Lambert Gloger: Neue Beobachtungen und Untersuchungen über schwedische Vögel. In: Journal für Ornithologie. Band 9, Nr. 52, 1861, S. 279–289 (online [abgerufen am 7. März 2013]).
- übersetzt von Léon Olphe-Galliard: Poussins dérits par M.W. Meves. In: Revue et magasin de zoologie pure et appliquée (= 2). Band 16, 1864, S. 97–104 (online [abgerufen am 7. März 2013]).
- Bidrag till Sveriges Ornithologi. Berättelse omen resa tili Öland och Skâne. In: Öfversigt af Kongl. Vetenskaps-akademiens forhandlingar. Band 25, 1868, S. 251–293 (online [abgerufen am 7. März 2013]).
- übersetzt von Ferdinand von Droste zu Hülshoff: Beitrag zu Schwedens Ornithologie. In: Journal für Ornithologie. Band 17, Nr. 100, 1869, S. 390–392 (online [abgerufen am 7. März 2013]).
- Ornithologiska iakttagelser, tili större delen samlade under en resa i Nordvestra Ryssland, sommaren 1869. In: Öfversigt af Kongl. Vetenskaps-akademiens forhandlingar. Band 28, 1871, S. 731–788 (online [abgerufen am 7. März 2013]).
- Brütplätze seltener europäischer Vögel. In: Journal für Ornithologie. Band 23, Nr. 132, 1875, S. 428–434 (online [abgerufen am 7. März 2013]).
- Forteckning öfver de foglar: som pa den svenska expeditionen till Jenisei 1876 insamlades eller observerades af Hjalmar Théel. In: Öfversigt af Kongl. Vetenskaps-akademiens forhandlingar. Band 36, Nr. 6, 1879, S. 27–45 (online [abgerufen am 7. März 2013]).
- Die Grösse und Farbe der Augen aller europäischen Vögel, sowie der in der palaearctischen Region vorkommenden Arten in systematischer Ordnung nach Carl J. Sundevall's Versuch einer natürlichen Aufstellung der Vögelklasse. Wilhelm Schlüter, Halle 1884.
- Über amitotische Kernteilung in den Spermatogonien des Salamanders und Verhalten der Attraktionssphäre bei derselbst. In: Anatomischer Anzeiger. Band 6, Nr. 22, 1891, S. 626–639 (online [abgerufen am 7. März 2013]).